# Kruiningen
Kruiningen es una localidad del municipio de Reimerswaal, en la provincia de Zelanda (Países Bajos). Está situada a unos 5 km al sur de Yerseke.
Posee una estación de tren de la línea Bergen op Zoom-Flesinga.